# Pteris giasii
Pteris giasii là một loài dương xỉ trong họ Pteridaceae. Loài này được Fraser-Jenk. & Pasha mô tả khoa học đầu tiên năm 2008.
Danh pháp khoa học của loài này chưa được làm sáng tỏ. 